# Queen Rock Montreal & Live Aid
Queen Rock Montreal & Live Aid is een live-dubbel-dvd van de Britse rockband Queen. De eerste schijf bevat opnamen van de concerten op 24 en 25 november 1981, opgenomen in het Montreal Forum in Montreal, Canada. Dit concert werd eerder uitgebracht onder de titel We Will Rock You, maar de bandleden waren altijd negatief over de beeld- en geluidskwaliteit die de (externe) producent leverde. Na de rechten van de show teruggekocht te hebben, is het hele concert 'geremasterd'. De tweede schijf bevat Queen's optreden op Live Aid op 13 juli 1985, inclusief een nog niet eerder uitgebrachte oefenvoorstelling.
Van het concert werd gelijktijdig een dubbel-cd en 3-dubbel-elpee uitgebracht getiteld Queen Rock Montreal. Hierop staan dezelfde nummers als op de dvd, en ook Flash en The Hero.
Van de dvd is ook een uitvoering verschenen met alleen het concert in Montreal.

## Tracklist

### Concert in Montreal
1. We Will Rock You (fast) (May)
2. Let Me Entertain You (Mercury)
3. Play the Game (Mercury)
4. Somebody to Love (Mercury)
5. Killer Queen (Mercury)
6. I'm in Love with My Car (Taylor)
7. Get Down, Make Love (Mercury)
8. Save Me (May)
9. Now I'm Here (May)
10. Dragon Attack (May)
11. Now I'm Here (reprise) (May)
12. Love of My Life (Mercury)
13. Under Pressure (Queen/Bowie)
14. Keep Yourself Alive (with impromptu jam before the song) (May)
15. Drum Solo/Tympani Solo (Queen/Taylor)
16. Guitar Solo/Guitar and Drum Duel (May)
17. Crazy Little Thing Called Love (Mercury)
18. Jailhouse Rock (Jerry Leiber & Mike Stoller)
19. Bohemian Rhapsody (Mercury)
20. Tie Your Mother Down (May)
21. Another One Bites the Dust (Deacon)
22. Sheer Heart Attack (Taylor)
23. We Will Rock You (slow) (May)
24. We Are the Champions (Mercury)
25. God Save the Queen (tape) (arr. May)

#### Live Aid-optreden
1. "Bohemian Rhapsody"
2. "Radio Ga Ga"
3. "Hammer to Fall"
4. "Crazy Little Thing Called Love"
5. "We Will Rock You"
6. "We Are The Champions"
7. "Is This The World We Created...?"